# جوزپه پتیتو
جوزپه پتیتو (ایتالیایی: Giuseppe Petito؛ زادهٔ ۲۵ فوریهٔ ۱۹۶۰) دوچرخه‌سوار اهل ایتالیا است.